# Мота, Руй
Руй Томаш Фаустиньо Пинту да Мота (порт. Rui Tomás Faustino Pinto da Mota; 26 марта 1979, Лиссабон) — португальский футбольный тренер.

## Карьера
Долгое время работал в системе лиссабонского «Спортинга», где Руй Мота познакомился с Рикарду Са Пинту. Впоследствии он являлся ассистентом специалиста в ряде команд. В 2024 году начал на серьезном уровне самостоятельную карьеру, возглавив грузинскую «Дилу». По ходу сезона он вывел команду на первое место в чемпионате страны. В июне того же года португалец стал новым главным тренером армянского клуба «Ноа». Команда под его руководством прошла четыре этапа квалификации и вышла в общий этап Лиги конференций УЕФА 2024/25. 9 мая 2025 года «Ноа» досрочно стал чемпионом страны, а 13 мая был завоёван кубок Армении. 13 июня 2025 года покинул «Ноа».

## Достижения
«Ноа»
- Чемпион Армении: 2024/25
- Обладатель кубка Армении: 2024/25